# Raymond Foulché-Delbosc
Raimundo o Raymond Foulché-Delbosc (Toulouse, Alto Garona, Francia, 2 de enero de 1864 - París, 5 de junio de 1929) fue un bibliógrafo, hispanista y lusitanista francés.

## Vida y obra
Tanía apenas veintitrés años cuando fue nombrado profesor de lengua española en las escuelas Say y Colbert de París y, posteriormente, en la d'Hautes Études Commerciales. Pese a haber cursado estudios de Derecho, su facilidad para el aprendizaje y la enseñanza de lenguas (sabía hablar y escribir inglés, español, alemán, italiano y portugués, y conocía el catalán, el turco, el griego, el latín, el árabe y el hebreo) le fue inclinando a los estudios literarios. Sus primeras obras fueron una Grammaire espagnole y sendas gramáticas catalana y portuguesa, así como otros títulos relacionados con el estudio de las lenguas vivas. También ejerció de traductor, vertiendo al francés leyendas y cuentos (Contes espagnols, 1889), El licenciado Vidriera de Cervantes (1892); las Poesías de Leandro Fernández de Moratín y El estudiante de Salamanca de José de Espronceda (1893). También emprendió sus estudios sobre Antonio Hurtado de Mendoza y su Guerra de Granada, en la que habría de ser una de sus monografías más celebradas. 
Durante más de veinte años recorrió las principales bibliotecas de Europa para estudiar sus fondos españoles. La obra fundamental de su vida fue la fundación y dirección de la Revue Hispanique, fundamental para todo investigador de las letras hispanas. Comenzó a publicarse en 1894 y cesó en 1933, cuatro años después de la muerte de su fundador, dejando ochenta tomos de estudios; sin embargo, ha vuelto a publicarse modernamente. Durante la época en que la dirigió fue un verdadero índice del hispanismo internacional. En 1905 la Hispanic Society of America se encargó de subvenir a las necesidades de la publicación. Casi la totalidad de la obra erudita de Foulché está contenida en esta revista, bien con su nombre, bien bajo varios seudónimos. Escribió más de 200 trabajos originales y reprodujo 171 textos, muchos de ellos inéditos (por ejemplo, de Cervantes, Quevedo, Mariano José de Larra, José Cadalso, José Iglesias de la Casa o los besos de Juan Meléndez Valdés). La misma revista publicó aparte una Biblioteca Hispánica (1897), en la cual aparecieron ediciones del Lazarillo de Tormes, las Coplas de Jorge Manrique, Cárcel de amor de Diego de San Pedro, Obras poéticas de Góngora, etcétera; también fundó en 1905, en colaboración con Adolfo Bonilla y San Martín, la Biblioteca Orofesa, y, en 1907, la Colección de Textos Castellanos Antiguos, habiendo participado, además, en la fundación de la Sociedad de Bibliófilos Madrileños. 
Entre las obras más notables de Foulché, fuera de las publicadas en su Revue Hispanique, se hallan los dos volúmenes del Cancionero castellano del siglo XV en la Nueva Biblioteca de Autores Españoles (1912-1915). Es autor, además, de la Bibliografía de Góngora (1908) y de una imprescindible y muy erudita Bibliographie des voyages en Espagne et en Portugal (Paris: H. Welter, 1896), donde se acogen 858 títulos de libros de viajes en dieciséis lenguas y 1730 ediciones, todo en orden cronológico, pero donde, sin embargo, faltan referencias a los viajes de Wilhelm von Humboldt por todo el imperio español, tacha menor en un esfuerzo semejante. También merece destacarse el Manuel de l'hispanisant, redactado en colaboración con el bibliotecario Louis Barrau-Dihigo, útil y copioso repertorio bibliográfico que aún hoy se consulta con provecho.
Tras su muerte, la mayor parte de la magnífica colección de libros y manuscritos que logró reunir, casi once mil volúmenes, más de tres mil folletos, trescientos cincuenta manuscritos y un gran número de mapas, planos, estampas y dibujos, fue subastada los días 12 a 17 de octubre de 1936 en el Hotel Drouot de París, bajo la asistencia del experto Georges Andrieux. Como el catálogo de la subasta está publicado, fue siempre conocido el contenido, pero se perdió la pista de un número considerable de esos libros, que pasaron a considerarse "desaparecidos" en bibliografías, catálogos y bases de datos dedicados al español medieval, clásico y moderno. Nadie parecía saber quién compró más de mil doscientos de esos códices, cuáles eran, ni cuál fue su paradero. En el invierno austral de 1996, los profesores Arthur Askins y Harvey Sharrer, ambos de la Universidad de California, en Berkeley y Santa Bárbara, respectivamente, en su búsqueda de manuscritos para las bases de datos incluidas en Philobiblion, en particular manuscritos de autores portugueses, visitaron el nuevo edificio de la Biblioteca Nacional Argentina en la calle de Agüero, un nombre probablemente auspicioso. Al consultar los ficheros de la Sala del Tesoro, advirtieron que varias fichas incluían la indicación FD en su signatura: provenían de la biblioteca de Foulché-Delbosc. Pusieron el hecho en conocimiento del equipo de investigación hispano-argentino dirigido por Francisco Marcos Marín y se llevó a cabo la tarea de catalogación y edición electrónica de esta colección, con el apoyo de los dos gobiernos.
Julio Puyol escribió en colaboración con la esposa del difunto hispanista una Bibliografía de Raymond Foulché-Delbosc que recoge 454 referencias, entre distintas ediciones de una misma obra, artículos, bibliografías, trabajos originales y ediciones de textos.